# Писмо от затвора в Бирмингам
Писмо от затвора в Бирмингам (Letter From Birmingham Jail) е писмо, написано от видния американски политик и борец за граждански права на чернокожите Мартин Лутър Кинг през 1963 г., когато е лишен от свобода в градския затвор в Бирмингам в щата Алабама, САЩ.
Писмото е написано в отговор на изявление, направено от осем бели духовници от Алабама на 12 април същата година, озаглавено „Призив за единство“.
Духовниците се съгласяват, че социалните несправедливости съществуват, но защитават позицията, че войната срещу расовата сегрегация трябва да бъде водена единствено в съдебните зали, а не на улиците. Отговорът на Кинг е, че без силни ненасилствени директни действия като неговите, истински граждански права никога няма да бъдат постигнати. Както той самият казва, „Това „чакай“ почти винаги е означавало „никога“. Кинг твърди, че гражданското неподчинение е не само оправдано предвид несправедливите закони, но също така е и морална отговорност.
Писмото е публикувано за първи път на 12 юни 1963 г. в списание „Крисчън Юнити“ (Християнско единство), а после и в броя от 24 юни 1963 г. на „Ню Лийдър“ (Новият водач). Скоро след това е препечатано в „Атлантик Мантли“. Кинг включва пълното съдържание на писмото в своята книга „Защо не можем да чакаме“, издадена през 1964 г.
Писмото от затвора в Бирмингам включва известния афоризъм „Несправедливостта, където и да е тя, е заплаха за справедливостта навсякъде“, както и думите, приписвани на Уилям Гладстоун и цитирани от Кинг: „Прекалено дълго отлаганата справедливост е отказана справедливост“.
|  | Тази страница частично или изцяло представлява превод на страницата Letter from Birmingham Jail в Уикипедия на английски. Оригиналният текст, както и този превод, са защитени от Лиценза „Криейтив Комънс – Признание – Споделяне на споделеното“, а за съдържание, създадено преди юни 2009 година – от Лиценза за свободна документация на ГНУ. Прегледайте историята на редакциите на оригиналната страница, както и на преводната страница, за да видите списъка на съавторите. ВАЖНО: Този шаблон се отнася единствено до авторските права върху съдържанието на статията. Добавянето му не отменя изискването да се посочват конкретни източници на твърденията, които да бъдат благонадеждни. |